# Johannes Rauss

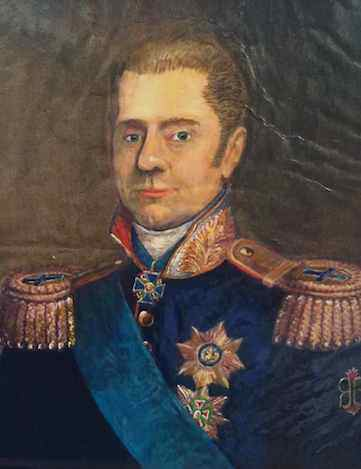
Johannes Rauss im Ornat des Michaelsordens

Johannes Maximilian Rauss, besser bekannt unter seinem spanischen Namen, Juan Raus de Baviera (* 16. August 1778; † 6. August 1833), war ein deutsch-mexikanischer Gutsbesitzer und Unternehmer, der zu Beginn des 19. Jh. nach Mexiko auswanderte und dort ein beträchtliches Vermögen erlangte.

## Leben
Raus(s) wurde als erstes von zehn Kindern des schwarzwälder Gutsbesitzers Christian Raus aus dem schwäbischen Geschlecht der Raus von Rausenbach geboren. Aufgrund der prekären wirtschaftlichen Situation seiner Familie unternahm er zu Beginn des 19. Jahrhunderts eine Reise, die ihn bis nach Mexiko führte. Obwohl er ursprünglich nicht vorhatte zu emigrieren, spielte er mit dem Gedanken, länger in Mexiko zu bleiben. Dank seiner Freundschaft mit José Fernando Ramírez knüpfte er Verbindungen mit Persönlichkeiten aus einflussreichen Kreisen der mexikanischen Gesellschaft. Er war an verschiedenen Unternehmen beteiligt und erlangte dadurch ein nicht unbedeutendes Vermögen. Seine deutsche Herkunft öffnete ihm den Zugang bis in die Führungsebene des Landes. Für seine Verdienste wurde ihm im Jahre 1822 von Kaiser Agustín I. der Titel Duque de Mérida (deutsch: Herzog von Merida) verliehen und 1823 der Titel Duque de Rausenbach (deutsch: Herzog von Rausenbach). Nach der Abdankung und Hinrichtung des Kaisers im Jahre 1823 lebte er zurückgezogen in Mérida auf der Halbinsel Yucatán. Als 1833 das mexikanische Dekret, genannt Ley del Caso, erlassen wurde, kehrte er aus Furcht vor Repressalien wieder in seine deutsche Heimat zurück, wo er noch im selben Jahr verstarb.